# Route européenne 842
Pour les articles homonymes, voir Route 842.
La route européenne 842 est une route reliant Naples, en Campanie à Canosa di Puglia, dans la province de Barletta-Andria-Trani dans la région des Pouilles, dans l'Italie méridionale.